# Cantón de Châteauneuf-du-Faou
El cantón de Châteauneuf-du-Faou era una división administrativa francesa, que estaba situada en el departamento de Finisterre y la región de Bretaña.

## Composición
El cantón estaba formado por diez comunas:
- Châteauneuf-du-Faou
- Collorec
- Coray
- Landeleau
- Laz
- Leuhan
- Plonévez-du-Faou
- Saint-Goazec
- Saint-Thois
- Trégourez

## Supresión del cantón de Châteauneuf-du-Faou
En aplicación del Decreto n.º 2014-151 de 13 de febrero de 2014, el cantón de Châteauneuf-du-Faou fue suprimido el 22 de marzo de 2015 y sus 10 comunas pasaron a formar parte; siete del nuevo cantón de Briec y tres del nuevo cantón de Carhaix-Plouguer.